# Southmoor
Southmoor – wieś w Anglii, w hrabstwie Oxfordshire, w dystrykcie Vale of White Horse. Leży 14 km na południowy zachód od Oksfordu i 92 km na zachód od Londynu.